# Oumar Barro
Oumar Barro (3 giugno 1974) è un ex calciatore burkinabé, di ruolo difensore.

## Carriera

### Club
Ha cominciato a giocare in patria, nell'Étoile Ouagadougou. Nel 1999 si è trasferito in Danimarca, al Brøndby, club con cui ha giocato fino al 2002. Nel 2003 è tornato in patria, all'USFAN. Nel 2005 è stato acquistato dal R.C. Kadiogo, con cui ha concluso la propria carriera nel 2008.

### Nazionale
Ha debuttato in Nazionale nel 1996. Ha messo a segno la sua prima rete con la maglia della Nazionale il 27 febbraio 1998, in Burkina Faso-RD del Congo (4-4), siglando la rete del momentaneo 2-0 al minuto 52. Ha partecipato, con la Nazionale, alla Coppa d'Africa 1998, alla Coppa d'Africa 2000 e alla Coppa d'Africa 2002. Ha collezionato in totale, con la maglia della Nazionale, 34 presenze e 8 reti.

## Palmarès

### Club

#### Competizioni nazionali
- Campionato danese di calcio: 1

Brøndby: 2001-2002
- Campionato burkinabé di calcio: 1

Étoile Ouagadougou: 1994
- Coppa del Burkina Faso: 2

Étoile Ouagadougou: 1996, 1998-1999